# 上乌尔图伊村委员会
上乌尔图伊村委员会（俄语：Верхнеуртуйский сельсовет）是俄罗斯联邦阿穆尔州康斯坦丁诺夫卡区所属的一个村委员会。其下辖有1个居民点，行政中心为上乌尔图伊。据2016年统计，该村委员会的人口为430人。